# Anselmo Zurlo
Anselmo Zurlo (Crotone, 8 agosto 1925 – Roma, 8 febbraio 2015) è stato un medico e politico italiano, ex primario di medicina generale all'ospedale "San Giovanni di Dio" di Crotone e poi sindaco della città dal 1967 al 1968.

## Biografia

Anselmo Zurlo.

Anselmo Zurlo nasce a Crotone l'8 agosto 1925. Ottenuta la laurea in Medicina e Chirurgia e la specializzazione in Cardiologia all'Università di Firenze, comincia ben presto ad esercitare la professione medica.
Nel 1962 vince un concorso pubblico per diventare medico primario all'ospedale "San Giovanni di Dio" di Crotone. Cinque anni dopo, nel 1967, decide di avvicinarsi anche alla politica, divenendo sindaco di Crotone dopo aver battuto alle elezioni comunali di quell'anno il sindaco uscente Salvatore Regalino.
Negli anni ottanta il suo nome diviene noto soprattutto per il suo coinvolgimento in qualità di medico legale, accompagnato dal collega medico patologo Erasmo Rondanelli, nell'esecuzione dell'autopsia sul corpo di Ezzedin Fadah El Khalil, il pilota libico che era a bordo del MiG-23MS dell'Aeronautica militare libica precipitato nei pressi di Castelsilano il 27 giugno 1980.
Il 29 marzo 2004 riceve la medaglia d'oro al merito della sanità pubblica dal Presidente della Repubblica Carlo Azeglio Ciampi.
È morto a Roma, dove risiedeva da molti anni, il 10 febbraio 2015.

## Curiosità
- Viene anche citato in Ustica, film del 2016 diretto da Renzo Martinelli in cui, pur non comparendo nel film, si fa esplicito riferimento al dott. Zurlo nell'ambito del suo coinvolgimento nell'autopsia effettuata sul corpo del pilota libico Ezzedin Fadah El Khalil.